# GNOME Shell
GNOME Shell is de grafische shell van de GNOME desktopomgeving. Het werd geïntroduceerd vanaf versie 3 en is uitgebracht op 6 april 2011.

## Beschrijving
Een van de eerste concepten van GNOME Shell ontstond tijdens de User Experience Hackfest in 2008. Na enige discussie nam Red Hat het voortouw in de ontwikkeling van de desktopomgeving.
GNOME Shell biedt basisfuncties zoals het starten van applicaties, wisselen tussen vensters en men kan ook widgets draaien. Qua uiterlijk toont de software een systeemvak, overzicht van activiteiten, softwarelijst, notificaties, zoekvak en een lijst van werkruimtes.
De software is nauw geïntegreerd met Mutter, een vensterbeheerprogramma dat is gebaseerd op Clutter voor het tonen van visuele effecten en hardwareacceleratie.
De functionaliteit van GNOME Shell kan worden uitgebreid met plug-ins die geschreven kunnen worden in JavaScript.

## Adoptie
GNOME Shell is opgenomen in de volgende besturingssystemen:
- Arch Linux vanaf april 2011
- Fedora vanaf mei 2011
- Sabayon Linux
- OpenSUSE 12.1 en hoger
- Mageia 2 en hoger
- Debian 8 en hoger
- Oracle Solaris 11.4 en hoger
- Ubuntu 11.10 en hoger

## Ontvangst
GNOME Shell werd gemengd ontvangen in recensies. Men had vooral kritiek op bepaalde ontwerpbeslissingen en het verminderde beheer over de desktopomgeving. Veel van de kritiekpunten werden opgelost in latere versies van de shell, waardoor recensies in de loop der tijd positiever werden.